# Antal Doráti

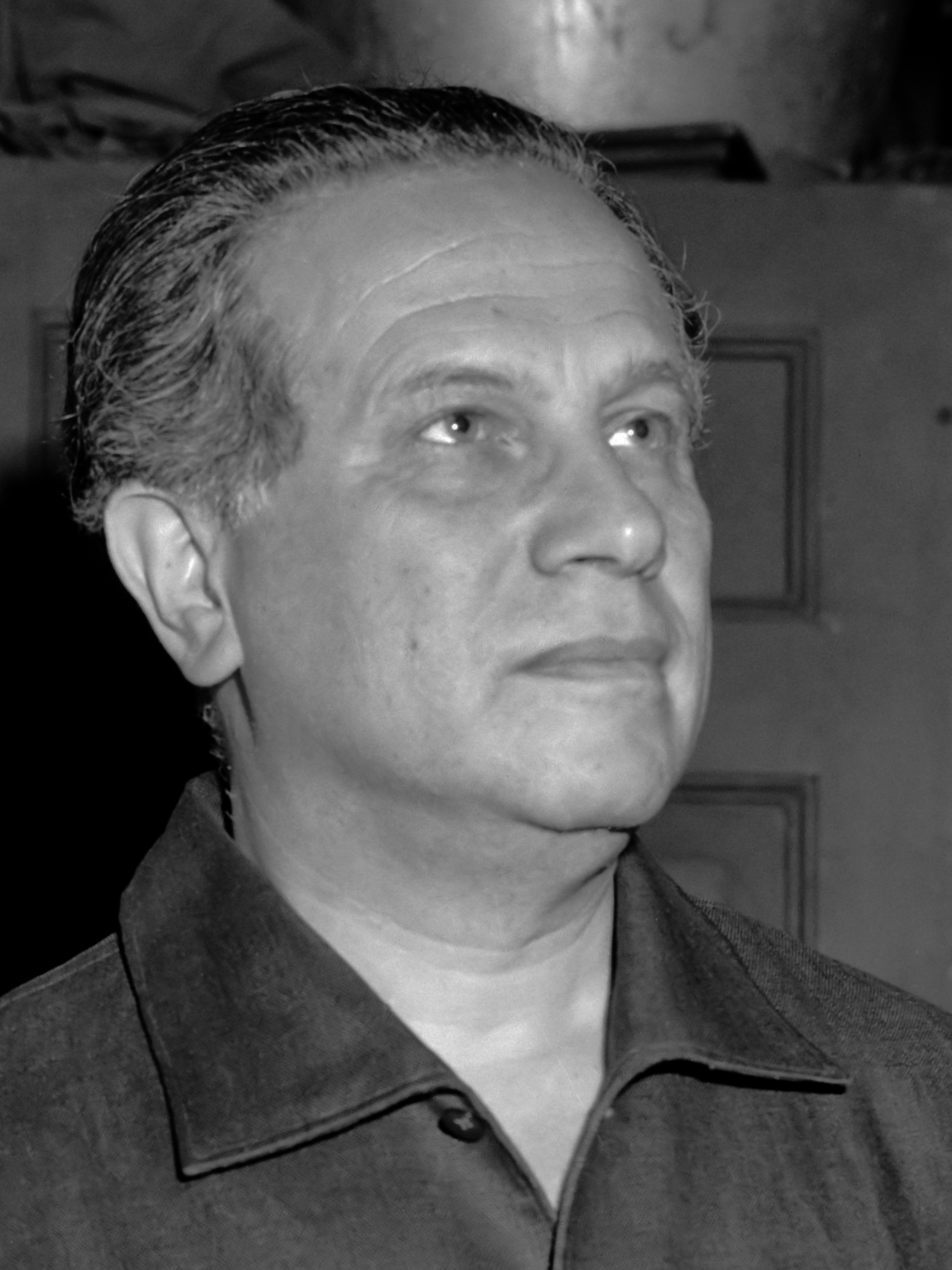

Antal Doráti (/ˈɒntɒl ˈdoraːti/), född 9 april 1906 i Budapest, Österrike-Ungern, död 13 november 1988 i Gerzensee, Bern, Schweiz, var en ungersk-amerikansk dirigent och tonsättare. 
Han studerade komposition för Zoltán Kodály och Leo Weiner, och piano för Béla Bartók vid Liszt-akademien i Budapest. 1947 blev han amerikansk medborgare. År 1983 utnämnde drottning Elizabeth II honom till honorary Knight of the British Empire (KBE).
Doráti var ledare för Dallas Symphony Orchestra (1945-48), Minneapolis Symphony Orchestra (1949-60), BBC Symphony Orchestra (1963-66), Stockholms filharmoniska orkester (1966-74), National Symphony Orchestra i Washington, D.C. (1970-77), Detroit Symphony Orchestra (1977-81) och Royal Philharmonic Orchestra (1975-79). För de flesta orkestrarna betydde hans ledning att den musikaliska nivån ökade avsevärt. 
Doráti dirigerade världspremiären av Béla Bartóks violakonsert 1949 och Allan Petterssons Symfoni nr 7 i Stockholms konserthus 1968.